# Lanmérin
Lanmérin é uma comuna francesa na região administrativa da Bretanha, no departamento Côtes-d'Armor. Estende-se por uma área de 4,15 km². Em 2010 a comuna tinha 607 habitantes (densidade: 146,3 hab./km²).